# Half-Life: Decay
Half-Life: Decay (ibland skrivet som HλLF-LIFE: Decay) är ett datorspel och ett expansionspaket till förstapersonsskjutaren Half-Life. Decay utvecklades av Gearbox Software och publicerades av Sierra Entertainment. Spelet släpptes till Playstation 2 den 14 november 2001 samtidigt som Half-Life släpptes till samma plattform. Decay är det tredje expansionspaketet till Half-Life och utspelar sig under samma tidpunkt ur två kvinnliga forskares perspektiv. Spelet låter två spelare samarbeta och styra varsin huvudkaraktär.
Decay mottog inte samma hyllningar som de andra spelen i serien men fick positiva betyg av kritikerna. Många recensenter ansåg att det var roligt att spela tillsammans med en vän, men att spelets fokus på problemlösning påverkade spelupplevelsen negativt. Andra hävdade att spelet kändes lite mer än bara ett extratillägg till versionen för Playstation 2. I september 2008 släppte en grupp ukrainska utvecklare en inofficiell portering av spelet till Microsoft Windows. 